# غوادالوبي (كاليفورنيا)
وادي اللُّب أو (نقحرة: غوادالوبي) (بالإنجليزية: Guadalupe )‏ هي إحدى مدن مقاطعة سانتا باربارا، كاليفورنيا. تم إعطاءها لقب مدينة في 3 أغسطس، 1946.

## توأمة
لغوادالوبي (كاليفورنيا) اتفاقيات توأمة مع:
- ماروغامه